# Der Ring des Nibelungen
Der Ring des Nibelungen, soms vertaald als De ring van de neveling, is het magnum opus van Richard Wagner, geschreven tussen 1853 en 1874. Het is gebaseerd op het Middelhoogduitse Nibelungenlied en de Oudnoorse Völsunga-saga. De ringcyclus is een vier voorstellingen durende muziek-theaterproductie, door Wagner omschreven als Ein Bühnenfestspiel für 3 Tage und einen Vorabend. De cyclus omvat vier samenhangende werken, Das Rheingold, Die Walküre, Siegfried en Götterdämmerung (het laatste in het Nederlands vertaald als Godenschemering). De première van de Ring vond plaats in augustus 1876 in het Bayreuther Festspielhaus onder leiding van dirigent Hans Richter.
De Ring is in velerlei opzicht een baanbrekend werk, niet alleen vanwege de immense duur en de veeleisende theaterproductie, maar ook omdat Wagner in dit werk het principe van het leitmotiv tot in de perfectie heeft uitgewerkt.

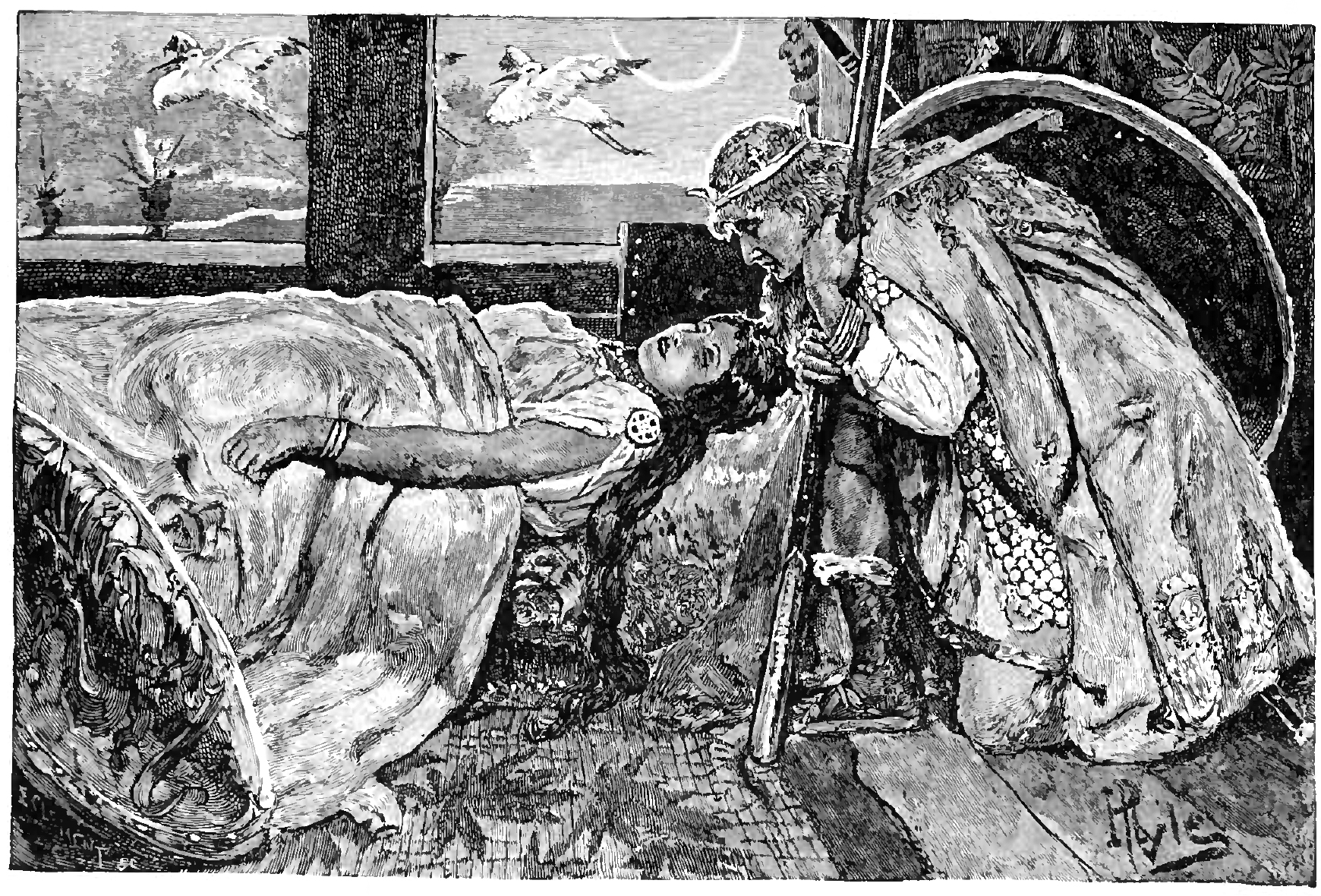
Het ontwaken van Brünnhilde

## Ontstaansgeschiedenis
Wagner begon aan de Ring in 1848, na ideeën over werken over onder andere Frederik Barbarossa en Jezus van Nazareth terzijde te hebben geschoven. Als eerste schreef hij het libretto voor een heldenopera, genaamd Siegfrieds Tod (later werd dit de Götterdämmerung).
Het werk aan de opera werd verstoord door het Dresdner oproer, waarin de polemiserende Wagner zelf een niet onaanzienlijke rol speelde, waarna de componist moest vluchten naar Zwitserland. Daar werkte hij aanvankelijk andere theoretische geschriften uit (onder andere zijn theoretisch hoofdwerk Oper und Drama uit 1851) alvorens hij zich stortte op de ontbrekende voorgeschiedenis Der junge Siegfried (na twee verdere bewerkingen zal dit werk als Siegfried bekend worden). In het volgende jaar werden dan de teksten voor Die Walküre en Das Rheingold voltooid en vanaf 1853 begon hij met het componeren. Aanvankelijk vermoedde Wagner drie volle jaren nodig te zullen hebben voor de voltooiing van het werk, het zouden er uiteindelijk 21 blijken te zijn.

## Synopsis
Der Ring is een verhaal over macht en beschrijft de vergeefse pogingen van oppergod Wotan om de macht over de wereld voor zich te herwinnen, pogingen die door de dwerg Alberich (de Nibelung) worden gedwarsboomd. Wotan wordt in zijn streven gehinderd door wetten die hij zelf heeft opgesteld teneinde oppergod te worden, en waaraan hijzelf ook onderworpen is (iets waaraan zijn echtgenote Fricka hem keer op keer fijntjes herinnert). 

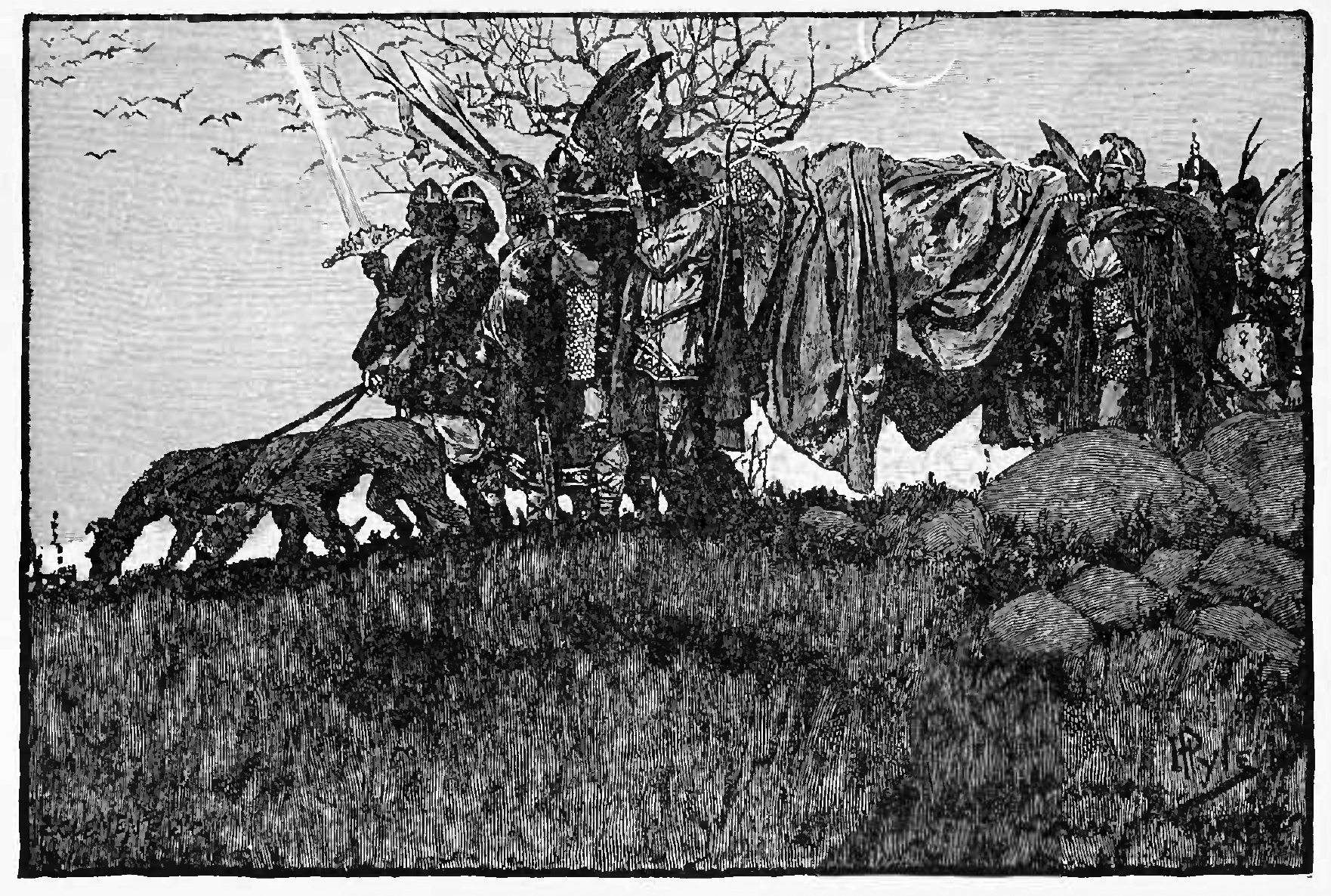
De dood van Siegfried

Doordat Alberich de liefde heeft afgezworen, is hij in staat met behulp van het Rijngoud een ring te smeden die hem grenzeloze macht over het aardrijk zal verschaffen. Wotan weet zich met een list de ring toe te eigenen -die dan door Alberich wordt vervloekt-, maar moet hem afgeven aan de reuzen Fasolt en Fafner als loon voor de bouw van de burcht Walhalla en als losgeld voor de godin Freya, de hoedster van de eeuwige jeugd, die oorspronkelijk door Wotan aan de reuzen was beloofd.
In zijn pogingen de ring terug te krijgen schakelt Wotan achtereenvolgens zijn favoriete dochter, de Walkure Brünnhilde, zijn bastaardkinderen Siegmund en Sieglinde en ten slotte (indirect) het kind van die twee, Siegfried, in. 
Zijn pogingen om anderen te laten uitvoeren wat hij zelf eigenlijk wil bereiken falen echter, en uiteindelijk verliest Wotan alles wat hij heeft ingezet, alsmede zijn eigen eeuwige bestaan en dat van de andere goden. Als Brünnhilde in de finale van de Götterdämmerung de ring en zichzelf in het vuur werpt, berust Wotan in zijn ondergang, en wordt ook Walhalla vernietigd.
Hoewel de namen van de personages voor een groot deel zijn ontleend aan het Middelhoogduitse Nibelungenlied, is het werk slechts in zeer beperkte mate aan dit middeleeuwse epos ontleend.

## Zangers
| zanger | Komt voor in                                        | Leitmotiv |
| --- | --------------------------------------------------- | --- |
| De Rijndochters: - Woglinde (sopraan) - Wellgunde (mezzosopraan) - Floßhilde (alt) | RG                                                  | Het afspelen van audio wordt niet ondersteund in uw browser. U kunt het audiobestand downloaden. |
| Alberich, der Nibelung (bariton) | RSG                                                 | Het afspelen van audio wordt niet ondersteund in uw browser. U kunt het audiobestand downloaden. |
| Wotan (bariton) | RW S (als Der Wanderer)                             | |
| Fricka (mezzosopraan) | RW                                                  | |
| Freya (sopraan) | R                                                   | Het afspelen van audio wordt niet ondersteund in uw browser. U kunt het audiobestand downloaden. |
| Donner (bariton) | R                                                   | |
| Froh (tenor) | R                                                   | |
| Loge (tenor) | R                                                   | Het afspelen van audio wordt niet ondersteund in uw browser. U kunt het audiobestand downloaden. |
| Mime (tenor) | RS                                                  | |
| De reuzen: - Fasolt (bas) - Fafner (bas) | R (beide) RS (Fafner)                               | |
| Erda (alt) | RS                                                  | Het afspelen van audio wordt niet ondersteund in uw browser. U kunt het audiobestand downloaden. |
| Siegmund (tenor) | W                                                   | Het afspelen van audio wordt niet ondersteund in uw browser. U kunt het audiobestand downloaden. |
| Sieglinde (sopraan) | W                                                   | Het afspelen van audio wordt niet ondersteund in uw browser. U kunt het audiobestand downloaden. |
| Hunding (bas) | W                                                   | Het afspelen van audio wordt niet ondersteund in uw browser. U kunt het audiobestand downloaden. |
| Die Walküren: - Brünnhilde (sopraan) - Waltraute (alt) - Helmwige (sopraan) - Gerhilde (sopraan) - Siegrune (mezzosopraan) - Grimgerde (alt) - Ortlinde (sopraan) - Roßweiße (mezzosopraan) - Schwertleite (alt) | W (alle) S (Brünnhilde) G (Brünnhilde en Waltraute) | Het afspelen van audio wordt niet ondersteund in uw browser. U kunt het audiobestand downloaden. Het afspelen van audio wordt niet ondersteund in uw browser. U kunt het audiobestand downloaden. Het afspelen van audio wordt niet ondersteund in uw browser. U kunt het audiobestand downloaden. |
| Siegfried (heldentenor) | SG                                                  | Het afspelen van audio wordt niet ondersteund in uw browser. U kunt het audiobestand downloaden. |
| Waldvogel (sopraan) | S                                                   | Het afspelen van audio wordt niet ondersteund in uw browser. U kunt het audiobestand downloaden. |
| Drei Nornen (sopraan, mezzosopraan, alt) | G                                                   | |
| Gunther (bariton) | G                                                   | |
| Gutrune (sopraan) | G                                                   | |
| Hagen (bas) | G                                                   | |